# Prisojnik
Prisójnik ali Prísank je 2547 m visoka gora v Julijskih Alpah na razvodju med črnomorskim in jadranskim povodjem, v obdobju med obema vojnama tudi mejni vrh med Kraljevino Jugoslavijo in Italijo. Nanjo vodi več markiranih poti  . Najlažji je južni pristop (tudi Slovenska pot) z Vršiča (1611 m), zahtevnejši je pristop po grebenu nad Prednjim oknom, prav tako z Vršiča. Južna stran gore nad Mlinarico je položnejša, preči jo tudi markirana pot na Razor (2601 m).
Zelo zahtevni pristopi so:
- Hanzova pot (pot z istim imenov vodi tudi na bližnjo Malo Mojstrovko), odprta leta 1926, poimenovana po trentarskem vodniku Ivanu Vertlju - Hanzi, z izhodiščem pri Koči na Gozdu (1226 m).
- Kopiščarjeva pot, odprta leta 1948, poimenovana po trentarskem vodniku Antonu Kravanji - Kopiščarju z izhodiščem pri Erjavčevi koči (1515 m) skozi Prednje (veliko) okno, kjer se priključi grebenski poti.[4]
- Jubilejna pot, ki povezuje Prisojnik z Razorjem. Pot je bila odprta leta 1953 ob 60. obletnici ustanovitve SPD [5], vodi po vzhodnem grebenu Prisojnika in skozi Zadnje (malo) okno.

V severni steni Prisojnika je narava ustvarila podobo obraza, ki naj bi bil po legendi obraz okamenele Ajdovske deklice. 